# Hierodula membranacea
Hierodula membranacea – gatunek owada z rzędu modliszek. Występuje w całej południowo-wschodniej Azji, a szczególnie w Indiach, Chinach, Indonezji, na Jawie i Sri Lance. Gatunek jest popularny w terrarystyce.

## Morfologia
Gatunek ten charakteryzuje duża różnorodność pod względem barw – najczęściej występują osobniki zielone, żółte i brązowe. Występuje dymorfizm płciowy: samice osiągają średnio 90,7 mm (± 3,1 mm) długości, zaś samce są o wiele smuklejsze i dorastają do mniejszej długości (ok. 70–80 mm).

## Rozmnażanie
Jajorodne, rozmnażają się płciowo. Zdarza się, że samica zjada samca po kopulacji, lecz brak jest naukowych potwierdzeń jakie czynniki mają wpływ na podjęcie przez samice decyzji o kanibalizmie. Jaja są składane w postaci kokonu, w którym może znajdować się ich ponad 200. Samice populacji badanej przez naukowców w Silent Valley National Park, położonym w indyjskim stanie Kerala wybierały tylko pięć gatunków roślin jako miejsce do składania jaj. Prawie połowa (47,82%) wybrała lantanę pospolitą. Naukowcy odnotowali, że po złożeniu jaj dorosłe osobniki pozostawały w pobliżu, co najprawdopodobniej należy uznać za przejaw opiekuńczych zachowań rodzicielskich.

## Ekologia
Podobnie jak inne modliszki, Hierodula membranacea są mięsożerne. Ich pokarm stanowią mniejsze owady, a także pająki i małe kręgowce. Często występuje kanibalizm. Z kolei na H. membranacea polują między innymi: gad rządu łuskonośnych Calotes versicolor, oraz ptaki – sikornik duży i bilbil zbroczony.